# Lijst van voetbalinterlands Kosovo - Oekraïne
Deze lijst van voetbalinterlands is een overzicht van alle officiële voetbalwedstrijden tussen de nationale teams van Kosovo en Oekraïne. De landen speelden tot op heden twee keer tegen elkaar. De eerste ontmoeting, een kwalificatiewedstrijd voor het Wereldkampioenschap voetbal 2018, werd gespeeld in Krakau (Polen) op 9 oktober 2016. Het laatste duel, de returnwedstrijd in dezelfde kwalificatiereeks, vond plaats op 6 oktober 2017 in Shkodër (Albanië).

## Wedstrijden
| № | Plaats  | Datum          | Competitie           | Wedstrijd         | Uitslag |
| - | ------- | -------------- | -------------------- | ----------------- | ------- |
| 1 | Krakau  | 9 oktober 2016 | WK 2018 kwalificatie | Oekraïne – Kosovo | 3 – 0   |
| 2 | Shkodër | 6 oktober 2017 | WK 2018 kwalificatie | Kosovo – Oekraïne | 0 – 2   |

## Samenvatting
| Competitie      | Totaal gespeeld | Winst Kosovo | Gelijk | Winst Oekraïne | Doelsaldo Kosovo – Oekraïne |
| --------------- | --------------- | ------------ | ------ | -------------- | --------------------------- |
| WK-kwalificatie | 2               | 0            | 0      | 2              | 0 − 5                       |
| Totaal          | 2               | 0            | 0      | 2              | 0 − 5                       |

## Details

### Eerste ontmoeting
| WK 2018 kwalificatie (Krakau, Polen, 9 oktober 2016): |              | |
| Oekraïne | 3 – 0        | Kosovo |
| Artem Kravets 31' Andrij Jarmolenko 81' Roeslan Rotan 87' | goals        | |
| Andrij Sjevtsjenko | bondscoach   | Albert Bunjaki |
| Andrij Pjatov Bohdan Boetko Eduard Sobol Oleksandr Koetsjer Taras Stepanenko Andrij Jarmolenko Viktor Kovalenko Jevhen Konopljanka 79' Artem Kravets 84' Ivan Ordets Oleksandr Zinchenko 63' | opstellingen | Samir Ujkani 77' Fanol Përdedaj Alban Pnishi 66' Milot Rashica Herolind Shala Amir Rrahmani Valon Berisha 54' Alban Meha Vedat Muriqi Leart Paqarada Hekuran Kryeziu |
| Roeslan Rotan 63' Oleksandr Karavajev 79' Roman Zozoelja 84' | wissels      | 54' Bernard Berisha 66' Arber Zeneli 77' Valmir Sulejmani |
| | gele kaarten | 20' Valon Berisha 82' Hekuran Kryeziu |
| - Debuut van Vedat Muriqi (Gençlerbirliği) voor Kosovo. |              | |

### Tweede ontmoeting
| WK 2018 kwalificatie (Shkodër, Albanië, 6 oktober 2017): |       |                                                 |
| Kosovo                                                   | 0 – 2 | Oekraïne                                        |
|                                                          | goals | 60' (e.d.) Leart Paqarada 87' Andrij Jarmolenko |

FFK · 
Kosovaars vrouwenelftal · Kosovo U19 · Kosovo U17
2010 – 2019 ·
2020 − 2029
2014 · 
2015 · 
2016 · 
2017 · 
2018 ·
2019 ·
2020 ·
2021 ·
2022 ·
2023 ·
2024
Albanië ·
Andorra ·
Armenië ·
Azerbeidzjan · 
Bulgarije · 
Burkina Faso · 
Cyprus ·
Denemarken ·
Engeland ·
Equatoriaal-Guinea ·
Faeröer ·
Finland ·
Gambia ·
Georgië ·
Gibraltar ·
Griekenland ·
Guinee ·
Haïti ·
Hongarije ·
IJsland ·
Israël ·
Jordanië ·
Kroatië ·
Letland ·
Litouwen ·
Madagaskar ·
Malta ·
Moldavië ·
Montenegro ·
Noord-Ierland ·
Noord-Macedonië ·
Noorwegen ·
Oekraïne ·
Oman ·
Roemenië ·
San Marino ·
Senegal ·
Slovenië ·
Spanje ·
Tsjechië ·
Turkije ·
Wit-Rusland ·
Zweden ·
Zwitserland
FFOe · A-internationals · Bondscoaches · Statistieken · Oekraïens vrouwenelftal · Olympisch elftal · Oekraïne U21 · Oekraïne U20 · Oekraïne U19 · Oekraïne U18 · Oekraïne U17 · Oekraïne U16
1992 – 1999 · 
2000 – 2009 · 
2010 – 2019 · 
2020 – 2029
EK's: 1992** · 
1996 · 
2000 · 
2004 · 
2008 · 
2012 · 
2016 · 
2020 · 
2024
WK's: 1994 · 
1998 · 
2002 · 
2006 · 
2010 · 
2014 · 
2018 ·
2022
1992 · 
1993 · 
1994 · 
1995 · 
1996 · 
1997 · 
1998 · 
1999 · 
2000 · 
2001 · 
2002 · 
2003 · 
2004 · 
2005 · 
2006 · 
2007 · 
2008 · 
2009 · 
2010 · 
2011 · 
2012 · 
2013 · 
2014 · 
2015 ·
2016 ·
2017 ·
2018 ·
2019 ·
2020 ·
2021
Albanië ·
Andorra ·
Armenië ·
Azerbeidzjan ·
Bahrein ·
België ·
Bosnië en Herzegovina ·
Brazilië ·
Bulgarije ·
Canada ·
Chili ·
Costa Rica ·
Cyprus ·
Denemarken ·
Duitsland ·
Engeland ·
Estland ·
Faeröer ·
Finland · 
Frankrijk ·
Georgië ·
Griekenland ·
Hongarije ·
Ierland ·
IJsland ·
Iran ·
Israël ·
Italië ·
Japan ·
Joegoslavië ·
Kameroen · 
Kazachstan ·
Kosovo ·
Kroatië ·
Letland ·
Libië ·
Litouwen ·
Luxemburg ·
Malta ·
Marokko ·
Mexico ·
Moldavië ·
Montenegro ·
Nederland ·
Niger ·
Nigeria ·
Noord-Ierland ·
Noord-Macedonië ·
Noorwegen ·
Oezbekistan ·
Oostenrijk ·
Polen ·
Portugal ·
Roemenië ·
Rusland ·
San Marino ·
Saoedi-Arabië ·
Schotland ·
Servië ·
Servië en Montenegro ·
Slovenië ·
Slowakije ·
Spanje ·
Tsjechië ·
Tunesië ·
Turkije ·
Uruguay ·
Verenigde Arabische Emiraten ·
Verenigde Staten ·
Wales ·
Wit-Rusland ·
Zuid-Korea ·
Zweden ·
Zwitserland
Duitsland (2016) ·
Engeland (2012) · 
Engeland (2021) ·
Frankrijk (2012) · 
Italië (2006) · 
Nederland (2021) · 
Noord-Ierland (2016) · 
Noord-Macedonië (2021) · 
Oostenrijk (2021) · 
Saoedi-Arabië (2006) ·
Spanje (2006) ·
Tunesië (2006) ·
Zweden (2012) · 
Zweden (2021) · 
Zwitserland (2006)
** = Onder de naam Gemenebest van Onafhankelijke Staten